# 27. Kurentovanje (1987)
Kurentovanje 1987 je bil sedemindvajseti uradni ptujski karneval, 1. marca, na pustno nedeljo.
Skupaj sta ga že petnajsto leto zapored organizirala Folklorno društvo Ptuj in Turistično društvo Ptuj. Prireditev je uspela, do zdaj je Kurentovanje v vseh teh letih obiskalo skupaj že čez pol milijona obiskovalcev. Dopoldan je na etnografskem prikazu na mestni tržnici nastopilo 23 izvirnih likov pred več tisoč ljudmi, na popoldanski karnevalski povorki pa se je zbralo okrog 30,000 obiskovalcev. Skupaj je nastopilo čez 40 skupin, nagrajenih pa je bilo skupaj 18 karnevalskih skupin, vsi ostali pa so dobili simbolična nadomestila. Kritike so ponovno letele na domačine, ki na dan karnevala niso hoteli kupiti značk, pa tudi maskirali se niso kaj prida. Prav tako so vsi skupaj, z gostinci vred, pozabili na okrasitev vseh oken, balkonov in pročelij. Cena vstopnice (značke) je znašala 300 dinarjev.

## Spored

### Dopoldanski prikaz etnografskih likov na tržnici
Prikaz 25 etnografskih skupin se je zgodil ob 10. uri na mestni tržnici (Titov trg):
- 1. Pokači (Markovci, Podlehnik)
- 2. Kopjaši (Markovci)
- 3. Ples vil s kraljico (Zabovci)
- 4. Orači (Podlehnik)
- 5. Pustni plesači (Pobrežje pri Vidmu)
- 6. Šrangarji (Obrež pri Ormožu)
- 7. Orači (Lancova vas)
- 8.  Blumarji (Beneška Slovenija)
- 9. Steljeraja (Ravne na Koroškem)
- 10.  Krampusi (Cmurek)
- 11. Ples s tortami (Videm v Slovenskih goricah)
- 12. Orači (Markovci)
- 13. Škoromati (Podgrad pri Ilirski Bistrici)
- 14.  Pusti (Vrh pri Gorici)
- 15. Klada (Spodnja Polskava)
- 16. Zvončari (Opatija iz Hrvaške)
- 17. Lucije (Lancova vas)
- 18. Vasiličarski babari (Bitola v Makedoniji)
- 19. Kopanjarice (Markovci)
- 20. Pustni plesači (Beltinci)
- 21. Piceki in kokotiči (Markovci)
- 22. Maškure (Turčišće pri Čakovcu)
- 23. Rusa, Medved, piceki in drugi pustni liki (Markovci)
- 24. Ploharji (Cirkovci)
- 25. Koranti (Markovci, Ptuj... in okolica)

### Popoldanski sprevod karnevalskih skupin po mestu
Ob 14. uri po mestnih ulicah:
- Dopoldanskim etnografskim skupinam so se pridružili karnevalske maske
- V karnevalskih maskah oz. pustnih šemah popoldanske karnevalske povorke pa so nastopale:

– Motorizirana in druga vozila delovnih organizacij, ptujske osnovne in srednje šole in pihalne godbe

## Nagrade
Komisija v sestavi Matevž Cestnik, Franc Muzek in Mihael Gobec je motorizirane karnevalske skupine ocenila na tri deljene nagrade:

### Motorizirane skupine
|                      | Karnevalske skupine                      | Nagrada         |
| -------------------- | ---------------------------------------- | --------------- |
| 1. nagrada (deljena) | TOZD Gradnje in TOZD Drava               | 30.000 dinarjev |
| 1. nagrada (deljena) | DO Hiko Olga Meglič                      | 30.000 dinarjev |
| 1. nagrada (deljena) | Emona Merkur                             | 30.000 dinarjev |
| 2. nagrada (deljena) | Športno društvo Prepolje                 | 20.000 dinarjev |
| 2. nagrada (deljena) | Mladinski aktiv Budina-Brstje            | 20.000 dinarjev |
| 2. nagrada (deljena) | Agis                                     | 20.000 dinarjev |
| 2. nagrada (deljena) | KK TOZD Slovenske Gorice-Haloze          | 20.000 dinarjev |
| 2. nagrada (deljena) | Agrotransport (1. skupina)               | 20.000 dinarjev |
| 2. nagrada (deljena) | Mip                                      | 20.000 dinarjev |
| 3. nagrada (deljena) | DO Opekarna                              | 10.000 dinarjev |
| 3. nagrada (deljena) | Agrotransport (2. skupina)               | 10.000 dinarjev |
| 3. nagrada (deljena) | Osnovna organizacija mladih Lovrenc      | 10.000 dinarjev |
| 3. nagrada (deljena) | Mladinski aktiv Draženci                 | 10.000 dinarjev |
| 3. nagrada (deljena) | Mladinski aktiv Skorba                   | 10.000 dinarjev |
| 3. nagrada (deljena) | Mladinski aktiv Pacinje                  | 10.000 dinarjev |
| 3. nagrada (deljena) | Združenje šoferjev in avtomehanikov Ptuj | 10.000 dinarjev |
| 3. nagrada (deljena) | Par motoristov »YU – 103«                | 10.000 dinarjev |
| 3. nagrada (deljena) | Par motoristov »Tinček Ivanuša«          | 10.000 dinarjev |

### Pihalni orkestri
|                      | Karnevalske skupine        | Nagrada         |
| -------------------- | -------------------------- | --------------- |
| 1. nagrada           | Pihalni orkester Podlehnik | 40.000 dinarjev |
| 2. nagrada (deljena) | Pihalni orkester Ptuj      | 20.000 dinarjev |
| 2. nagrada (deljena) | Pihalni orkester Kidričevo | 20.000 dinarjev |

## Trasa

### Mednarodna karnevalska povorka
Zbirna točka za vozila sta bila Muzejski trg in Prešernova; pešci pa pri telovadnici Mladika, Dravski ulici in Hrvatskem trgu.
- Prešernova (start) – Murkova – Trg mladinskih delovnih brigad (Mestni trg) – Lackova – Trstenjakova – Osojnikova – Gregorčičev drevored – Potrčeva – Srbski trg (UE Ptuj) – Titov trg (mestna tržnica) – Miklošičeva – Trg mladinskih delovnih brigad (Mestni trg) – Krempljeva –
Trg svobode (Minoritski trg) – Dravska (zaključek)